# Escuderia Baix Empordà
L'Escuderia Baix Empordà és una entitat esportiva catalana dedicada a l'automobilisme amb seu a Palafrugell, Baix Empordà. Fundada el 1980, fou impulsada per diversos aficionats, entre els quals destacà Marià Júdez, president durant més de 20 anys. Se centrà a donar suport a la participació dels socis en curses d'arreu de Catalunya i en l'organització de proves, la primera de les quals fou la cinquena edició del Ral·li Girona, que poc després es convertí en el Ral·li Cales de Palafrugell, prova emblemàtica del Campionat de Catalunya de ral·lis. També rescatà el Ral·li Sant Hilari, convertit posteriorment en el Ral·li Empordà, que pertany també al calendari català.